# Ґреґор Макінтош
Ґреґорі Джон Макінтош (англ. Gregory John Mackintosh; 20 червня 1970, Галіфакс, Західний Йоркшир, Англія) — британський гітарист та співак. Він є соло-гітаристом метал-гурту Paradise Lost, який він заснував у 1988 році разом зі співаком Ніком Голмсом, ритм-гітаристом Аароном Еді та басистом Стівом Едмондсоном. Він є головним композитором одного з піонерських гуртів та батьків-засновників жанру готичний метал, якого вважають впливовим виконавцем багатьох інших артистів.
Макінтош також грає на клавішних (на кількох альбомах Paradise Lost) та використовує їх для написання музики. Він заснував гурти Vallenfyre, в якому він також є головним вокалістом; Strigoi; та Host. Макінтош займався продюсуванням для індастріал-метал гурту з Галлу Systemyk.
Щодо його впливу, Макінтош зазначив: «Я захоплювався панк-музикою, коли був зовсім молодим, а потім почав заглиблюватися в готичну музику – Siouxsie and the Banshees, Bauhaus і особливо The Sisters of Mercy».